# Klubi Futbollistik Hajvalia (femminile)
Il Klubi Futbollistik Hajvalia femrave, citato anche come Women's Football Club Hajvalia o WFC Hajvalia in ambito UEFA, fu una squadra di calcio femminile kosovara, sezione femminile dell'omonimo club con sede ad Hajvalia, piccolo centro del distretto di Pristina.
Con la doppia vittoria di campionato e coppa al termine della stagione 2015-16 si è assicurata la partecipazione alla prima fase eliminatoria dell'edizione 2016-2017 della UEFA Women's Champions League, prima squadra femminile kosovare ammessa al torneo.

## Palmarès
- Campionato kosovaro: 2

2015-2016, 2016-2017
- Coppa del Kosovo femminile: 2

2015-2016, 2016-2017

## Statistiche

### Partecipazioni alle competizioni europee
| Stagione | Competizione     | Fase          | Avversario       | Risultato | Risultato | Risultato |
| Stagione | Competizione     | Fase          | Avversario       | andata    | ritorno   | aggregato |
| -------- | ---------------- | ------------- | ---------------- | --------- | --------- | --------- |
| 2016-17  | Champions League | fase a gironi | PAOK Salonicco   | 1-1       | 1-1       | 1-1       |
| 2016-17  | Champions League | fase a gironi | Apollōn Lemesou  | 0-1       | 0-1       | 0-1       |
| 2016-17  | Champions League | fase a gironi | KÍ Klaksvík      | 1-1       | 1-1       | 1-1       |
| 2017-18  | Champions League | fase a gironi | MTK Hungária     | 0-2       | 0-2       | 0-2       |
| 2017-18  | Champions League | fase a gironi | BIIK Kazygurt    | 0-1       | 0-1       | 0-1       |
| 2017-18  | Champions League | fase a gironi | Sporting Lisbona | 1-4       | 1-4       | 1-4       |

## Organico

### Rosa 2017-2018
Rosa come da sito UEFA.
| N. |                        | Ruolo | Calciatrice     |
| -- | ---------------------- | ----- | --------------- |
| 1  | Stati Uniti (bandiera) | P     | Audrey Baldwin  |
| 3  | Albania (bandiera)     | D     | Arbenita Curraj |
| 5  | Albania (bandiera)     | D     | Rabie Tota      |
| 6  | Kosovo (bandiera)      | D     | Donjeta Haxha   |
| 7  | Kosovo (bandiera)      | C     | Qendresa Bajra  |
| 8  | Kosovo (bandiera)      | C     | Feride Kastrati |
| 9  | Kosovo (bandiera)      | A     | Zelfie Bajramaj |
| 10 | Kosovo (bandiera)      | C     | Blerina Musa    |
| 11 | Kosovo (bandiera)      | A     | Arta Rama       |
| 15 | Lituania (bandiera)    | D     | Ugnė Šmitaitė   |
| 17 | Kosovo (bandiera)      | P     | Malsore Halili  |

| N. |                    | Ruolo | Calciatrice       |
| -- | ------------------ | ----- | ----------------- |
| 18 | Albania (bandiera) | C     | Qendresa Krasniqi |
| 20 | Kosovo (bandiera)  | C     | Blerta Shala      |
| 21 | Kosovo (bandiera)  | C     | Egzona Gashi      |
| 22 | Kosovo (bandiera)  | A     | Antigona Behluli  |
| 33 | Albania (bandiera) | A     | Ambra Gjegji      |
| 38 | Kosovo (bandiera)  | A     | Liridona Gashi    |
| 55 | Kosovo (bandiera)  | C     | Donjeta Halilaj   |
| 88 | Kosovo (bandiera)  | D     | Antigona Miftari  |
| 97 | Kosovo (bandiera)  | P     | Diellza Musa      |
| 99 | Albania (bandiera) | D     | Endrina Elezaj    |